# Fegato alla veneziana
Il fegato alla veneziana è un piatto tipico del Veneto e di Venezia in particolare, preparato con fegato di vitello e cipolla, generalmente accompagnato a polenta di mais bianco o giallo.